# Ковачевич, Владан
Вла́дан Кова́чевич (босн. Vladan Kovačević; родился 11 апреля 1998 года, Баня-Лука, Босния и Герцеговина) — боснийский футболист, вратарь клуба «Норвич Сити».

## Клубная карьера
Ковачевич — воспитанник клуба «Железничар» и «Сараево». В 2018 году Владан был включён в заявку на сезон последнего и в том же году для получения игровой практики был арендован клубом «Слобода» из Мрконич-Град. Летом того же года Ковачевич вернулся обратно в «Сараево». 5 августа в матче против тузлинской «Слободы» он дебютировал в чемпионате Боснии и Герцеговины. В составе клубу Владан дважды выиграл чемпионат и дважды завоевал Кубок Боснии и Герцеговины. Летом 2021 года Ковачевич перешёл в польский «Ракув». 25 июля в матче против «Пяста» он дебютировал в Экстраклассе. В том же году Владан помог клубу завоевать Суперкубку Польши.

## Достижения
«Сараево»
- Чемпион Боснии и Герцеговины (2'): 2018/19, 2019/20
- Обладатель Кубка Боснии и Герцеговины (2): 2018/19, 2020/21

«Ракув»
- Чемпион Польши: 2022/23
- Обладатель Кубка Польши: 2021/22
- Обладатель Суперкубка Польши (2): 2021, 2022

«Спортинг»
- Чемпион Португалии: 2024/25

«Легия»
- Обладатель Кубка Польши: 2024/25